# Tournoi de tennis de Cuernavaca
Le Morelos Open est un tournoi international de tennis féminin et masculin des circuits professionnels ITF Women's Circuit et Challenger. Il se tient chaque année au Club de Sumiya à Cuernavaca (Mexique) depuis 2014 et se joue sur dur extérieur.

## Palmarès messieurs

### Simple
| Année | Vainqueur              | Finaliste              | Score         |
| ----- | ---------------------- | ---------------------- | ------------- |
| 2014  | Gerald Melzer          | Víctor Estrella Burgos | 6-1, 6-4      |
| 2015  | Víctor Estrella Burgos | Damir Džumhur          | 7-5, 6-4      |
| 2016  | Gerald Melzer          | Alejandro González     | 7-64, 6-3     |
| 2017  | Alexander Bublik       | Nicolás Jarry          | 7-65, 6-4     |
| 2018  | Dennis Novikov         | Cristian Garín         | 6-4, 6-3      |
| 2019  | Matías Franco Descotte | Gonzalo Escobar        | 6-1, 6-4      |
| 2020  | Jurij Rodionov         | Juan Pablo Ficovich    | 4-6, 6-2, 6-3 |

### Double
| Année | Vainqueurs                         | Finalistes                                          | Score              |
| ----- | ---------------------------------- | --------------------------------------------------- | ------------------ |
| 2014  | Andrej Martin Gerald Melzer        | Alejandro Moreno Figueroa Miguel Ángel Reyes-Varela | 6-2, 6-4           |
| 2015  | Ruben Gonzales Darren Walsh        | Emilio Gómez Roberto Maytín                         | 4-6, 6-3, [12-10]  |
| 2016  | Philip Bester Peter Polansky       | Marcelo Arévalo Sergio Galdós                       | 6-4, 3-6, [10-6]   |
| 2017  | Austin Krajicek Jackson Withrow    | Kevin King Dean O'Brien                             | 64-7, 7-65, [11-9] |
| 2018  | Roberto Maytín Fernando Romboli    | Evan King Nathan Pasha                              | 7-5, 6-3           |
| 2019  | André Göransson Marc-Andrea Hüsler | Gonzalo Escobar Luis David Martínez                 | 6-3, 3-6, [11-9]   |
| 2020  | Luke Saville John-Patrick Smith    | Carlos Gómez-Herrera Shintaro Mochizuki             | 6-3, 64-7, [10-5]  |

## Palmarès dames

### Simple
| Année | Vainqueur        | Finaliste       | Score         |
| ----- | ---------------- | --------------- | ------------- |
| 2015  | Marcela Zacarías | Nina Stojanović | 6-3, 6-2      |
| 2016  | Marie Bouzková   | Lauren Albanese | 0-6, 6-0, 6-1 |

### Double
| Année | Vainqueurs                           | Finalistes                            | Score    |
| ----- | ------------------------------------ | ------------------------------------- | -------- |
| 2015  | Victoria Rodríguez Marcela Zacarías  | Alexandra Morozova Daniella Roldan    | 6-4, 6-0 |
| 2016  | Aleksandrina Naydenova Fanny Stollár | Elizaveta Ianchuk Kateřina Kramperová | 6-3, 6-2 |